# ام۱۶
ام۱۶ (به انگلیسی: m16) با نام رسمی تفنگ کالیبر ۵٫۵۶ ام۱۶ نام سلسله تفنگ‌های خودکار و نیمه‌خودکار مجهز ساخت شرکت کُلت و تحت امتیاز نیروی زمینی ایالات متحده است که نخستین بار با الهام از سلاح تهاجمی آلمانی اشتورم‌گور ۴۴ طراحی شد. ام۱۶ که در طبقه تفنگ‌های تهاجمی (تفنگ‌های مخصوص جنگ که از فشنگ اندازه متوسط استفاده می‌کنند) است دارای چند نسل مختلف می‌باشد که مدل‌های ام۱۶/آ۱، ام۱۶/آ۲، ام۱۶/آ۳، ام۱۶/آ۴ را شامل می‌شوند.
این تفنگ در ابتدا با نام ای‌آر-۱۵ شناخته می‌شد و از سال ۱۹۶۳ برای جنگ در جنگل‌های ویتنام وارد نیروی زمینی ایالات متحده شد و از سال ۱۹۶۹ جای ام۱۴ را به عنوان سلاح سازمانی استاندارد این نیرو در جنگ ویتنام گرفت. یک سال بعد در ۱۹۷۰ سلاح سازمانی نیروی زمینی در ایالات متحده، اروپا و کره جنوبی هم از تفنگ پرقدرت‌تر و بزرگ‌تر ام۱۴ به‌ام۱۶ تغییر کرد. ام۱۴ از فشنگ‌های پرقدرت ناتو با کالیبر ۷٫۶۲ و طول ۵۱ میلی‌متر استفاده می‌کرد اما فشنگ مخصوص ام۱۶ فشنگ متوسط ۵٫۵۶x۴۵ میلی‌متری است. سلاح‌های مختلف خانواده‌ام۱۶ جنگ ویتنام به این سو سلاح سازمانی اصلی نیروی زمینی ایالات متحده به‌شمار می‌روند. سپاه تفنگداران دریایی ایالات متحده آمریکا در سال ۲۰۱۸ اعلام کرد که تفنگ ام۱۶ و تیربار ام۲۴۹ را بازنشسته و ام۲۷ که یک تفنگ چندمنظوره است را جایگزین هردو خواهد کرد.
از سال ۲۰۱۰ ام۱۶ جای خود را به عنوان سلاح سازمانی اصلی نیروی زمینی ایالات متحده به تفنگ کارابین ام۴ واگذار کرده که در واقع نسخه کوتاه شده‌ام۱۶ آ۲ است.
دقت و نواخت تیر (تعداد شلیک در دقیقه) ام۱۶، بالاتر از تفنگ‌های رقیبی همچون ژ۳، اف‌ان فال و کلاشنیکف است. کالیبر مسلسل ام۱۶، ۵٫۵۶ است و به روش غیر مستقیم توسط گاز باروت حاصل از شلیک مسلح می‌شود و سیستم قفل گلنگدن آن به صورت چرخ‌دنده‌ای طراحی شده‌است.

## خصوصیات اسلحه

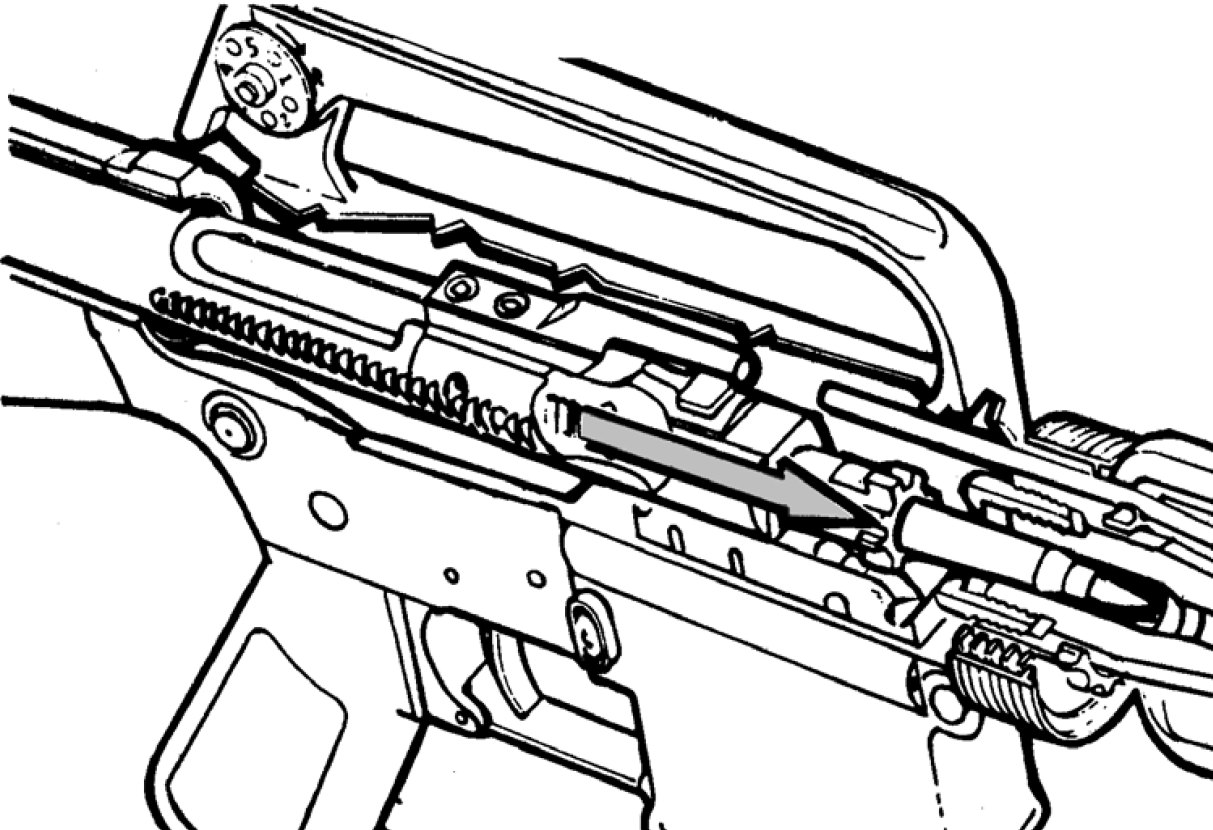
جان لوله در ام۱۶

- حالات شلیک: ۱- تک تیر، ۲- سه تیر (در این حالت با هر بار فشار دادن ماشه سه تیر شلیک می‌شود. از مزیتهای آن در نشانه‌گیری است که با یک بار نشانه‌گیری دقیق، می‌توان سه تیر به سمت دشمن شلیک کرد)، ۳- رگبار (در مدل ام۴ای۱، فقط حالت رگبار و تکتیر وجود دارد و سه تیر وجود ندارد)
- طول اسلحه: ۸۵۰٫۹ میلیمتر (۳۳٫۵ اینچ)
- طول لوله: ۳۶۸٫۳ میلیمتر (۱۴٫۵ اینچ) (لوله این اسلحه در نوع ام۴آ۱ سنگین تر بوده و دارای مقاومت بیشتری نسبت به گرما در آتش مداوم در حالت رگبار است)
- وزن اسلحه بدون خشاب: ۲٫۹۴ کیلوگرم (۶٫۵ پوند)
- وزن اسلحه با خشاب: ۳٫۴ کیلوگرم (۷٫۵ پوند)
- برد مؤثر: ۳۶۰ متر
- برد نهایی: ۳۶۰۰ متر
- میزان آتش: ۷۰۰ الی ۹۵۰ تیر در دقیقه
- سرعت گلوله در سرلوله (سرعت اولیه گلوله): ۹۵۰ متر بر ثانیه (۲۹۷۰ فوت بر ثانیه)
- خشاب: ۳۰ تایی

## انواع مشابه
سلاح‌های دیگری با الگوگیری از ام۱۶ ساخته شده‌اند و کارخانه‌های اسلحه‌سازی در کشورهای مختلف دنیا برخی با مجوز و تحت لیسانس شرکت کلت و برخی بدون مجوز به تولید این سلاح و انواع مشابه آن مشغولند. نورینکو سی‌کیو یک کپی بدون مجوز چینی از ام۱۶ است که هیچ کاربردی در نیروهای مسلح چین پیدا نکرده اما در تعداد محدود در اختیار مجاهدین افغانی برای جنگ با شوروی گذاشته شده و تعداد محدودی نیز به ایران و پاراگوئه صادر شد. در سال ۲۰۰۱ هم ایران سلاح جدیدی به نام S ۵٫۵۶ رونمایی کرد که با وجود آن‌که اعلام شده سلاحی با طراحی داخلی ایران است اما شکل ظاهری آن نشان می‌دهد که یک کپی مستقیم از نورینکو است. تنها تفاوت ظاهری قابل مشاهده این تفنگ با ام۱۶ در شکل ظاهری دستگیره آن است.

## استفاده‌کنندگان
ام۱۶ هم‌اکنون در سازمان رزم نیروهای مسلح ۱۵ کشور عضو ناتو و بیش از ۸۰ کشور در کل دنیا قرار داد. کارخانه‌های متعددی در آمریکا، کانادا و چین تاکنون بیش از ۸ میلیون قبضه از انواع مختلف این سلاح را تولید کرده‌اند و حدود ۹۰ درصد آن‌ها هم‌اکنون در حال استفاده هستند. در نیروی زمینی ایالات متحده ام۱۶ جایگزین ام۱۴ و کارابین ام۱ به عنوان سلاح استاندارد سازمانی شد. البته ام۱۴ هنوز به عنوان یک تفنگ تک‌تیرانداز و همچنین در کاربردهای تشریفاتی استفاده می‌شود.
- افغانستان[۴]
- آرژانتین:[۵]
- استرالیا[۶] از سال ۱۹۸۹ اشتایر آاوگ جایگزین آن شد
- بحرین[۷]
- بنگلادش: نیروی زمینی، واحدهای ضدتروریسم و نیروهای ویژه.[۸]
- باربادوس[۹]
- بلیز[۹]
- بولیوی[۹]
- برزیل[۹]
- برونئی[۹]
- کامبوج[۱۰][۱۱] ام۱۶آ۱.
- کامرون[۹]
- کانادا: مدل سی۷ تولید شرکت کلت کانادا.[۱۲]
- شیلی[۹]
- کاستاریکا[۱۳]
- جمهوری دموکراتیک کنگو[۱۰]
- دانمارک:[۹] مدل سی۷ و سی۸ ساخت شرکت کلت کانادا
- جمهوری دومینیکن[۹]
- تیمور شرقی[۱۴]
- اکوادور[۹]
- السالوادور[۹] مدل آ۱ و آ۲.
- استونی[۱۵]
- فیجی[۹]
- فرانسه[۹]
- ایران[۹] نیروهای ویژه-کپی چینی ام۱۶ به نام نورینکو سی کیو ۵٫۵۶
- گابن[۹]
- غنا[۹]
- یونان[۹] نیروهای ویژه نیروی زمینی یونان در آیساف و نیروی دریایی یونان
- گرنادا[۹]
- گواتمالا[۱۰] مدل آ۱.
- هائیتی[۱۰]
- هندوراس[۱۶]
- هنگ کنگ: واحد وظایف ویژه (آ۱ و آ۲) و واحد پلیس راهبردی و واحد امنیت فرودگاه (ای‌آر-۱۰).[نیازمند منبع]
- هند[۹]
- اندونزی[۹] در حمله به تیمور شرقی به‌طور گسترده مورد استفاده نیروی زمینی اندونزی بود و امروزه بیشتر توسط نیروهای ویژه کاربرد دارد.[نیازمند منبع]
- عراق: نیروی زمینی عراق[۱۷]
- اسرائیل[۱۸]
- جامائیکا[۹]
- اردن[۹]
- کره جنوبی: در جنگ ویتنام ۲۷ هزار ام ۱۶ در اختیار نیروی زمینی کره جنوبی گذاشته شد و شرکت دوو نیز حدود ۶۰۰ هزار ام۱۶ تولید کرده‌است.و تعدادی بوسیله افغانستان به ایران رسید[۹]
- لبنان[۱۰][۱۹]
- لسوتو[۹]
- لیبریا[۱۰]
- لیتوانی[۲۰]
- مالزی[۹]
- مکزیک[۹]
- موناکو[نیازمند منبع]
- مراکش[۹]
- نیوزیلند[۹] از سال ۱۹۸۸ تفنگ اشتایر آاوگ جایگزین آن شد.
- نپال[۲۱]
- هلند:مدل سی۷ و سی۸ ساخت کلت کانادا.[۱۲]
- نیکاراگوئه[۹]
- نیجریه[۹]
- عمان[۹]
- پاکستان: گروه خدمات ویژه نیروی زمینی پاکستان[۲۲]
- پاناما[۹] M16A1 is used.
- پرو[۹]
- فیلیپین: در فیلیپین توسط شرکت الیسکو تولید می‌شود.[۹]
- قطر[۹]
- سنگال[۲۳]
- سنگاپور: نسخه محلی ام۱۶آ۱ که در سنگاپور تولید می‌شود.[۱۰]
- سومالی[۹]
- آفریقای جنوبی[۹]
- سری‌لانکا[۱۰]
- تایلند[۹] مدل‌های آ۱ و آ۲.
- تونس[۹]
- ترکیه[۹] مدل‌های آ۱، آ۲ و آ۴.
- اوگاندا[۹]
- امارات متحده عربی[۹]
- بریتانیا: واحد ویژه نیروی هوایی.[۲۴]
- ایالات متحده آمریکا[۲۵]
- اروگوئه[۹]
- ویتنام[۹] ام۱۶ آ۱های به غنیمت گرفته شده.